# Сокол Рајев
Сокол Рајев (Љубанци — Љубанци, око 1870) је био знаменити српски трговац и старешина из Скопске Црне горе у 19. веку.

## Биографија
Рођен је у Љубанцима и потицао је из сеоског рода Рајевци. Био је старешина вишечлане породичне задруге, која је имала бројну стоку која је лети напасана на планини северно од Љубанаца, док се јужно од села, на пространом земљишту, ширила задружна земља. По њој је било доста жита и добрих винограда, а у селу је имао кафану са бакалницом. Имање је проширио и у Скопљу, где је стекао кафану и пекарску радњу. Свуда је радио са својим укућанима и сви су га беспрекорно слушали, зарада је текла и богаство се повећавало. Постао је угледан грађанин и код турских власти. Да би се нешто урадило у селима Скопске Црне горе обавезно се питао Сокол Рајев.
У селима Скопске Црне горе су у то време по црквама служили грчки свештеници и народ је слушао службу на неразумљивом грчком језику. Сокол је сматрао да се то треба променити. Око 1865. године је са неколико својих верних пријатеља одлучио да крене за Београд, и тајно су прешли у Кнежевину Србију. Међутим, примљени су хладно. Иако је Сокол објашњавао ко су они, одакле су дошли, да имају старе цркве и манастире у скопскоцрногорским селима и да слушају службу на неразумљивом грчком језику, ништа није помогло. Наилазио је на слегање раменима и на неразумевање. По повратку у Љубанце неколико дана није излазио из куће, био је веома разочаран.
Године 1870. Бугари, уз помоћ Русије, су успели да код турских власти у Цариграду добију дозволу за оснивање своје црквене организације, Бугарске егзархије.  Пошто се њено деловање простирало и на околину Скопља, Сокол је одлучио, после разочарења са Београдом, да наговори сељаке да прихвати бугарску цркву, јер је била словенска. Тако је Егзархија почела са деловањем у Скопској Црној гори са селом Љубанцем. Опасност од ширења Егзархије одмах је уочио скопски грчки митрополит, а за прелаз Љубанца у нову црквену организацију се знало да је најодговорнији Сокол Рајев. Због тога су људи из грчке Митрополије пазарног дана у Скопљу, у једном хану, нашли муслиманске Албанце који ће им помоћи. Уговорено је колико ће злата добити ако они њима покажу гркљан закланог Сокола. Једне ноћи, у дворишту његове куће, заклали су Сокола Рајева и његов извађени гркљан однели у Скопље. За становнике Љубанаца и Скопске Црне горе ништа се горе није могло замислити, његово тело је сахрањено без гркљана, а убиство домаћина Сокола се дуго памтило.